# Козьмінек (гміна)
Гміна Козьмінек (пол. Gmina Koźminek) — місько-сільська гміна у північно-західній Польщі. Належить до Каліського повіту Великопольського воєводства.
Станом на 31 грудня 2011 у гміні проживало 7531 особа.
Статус з сільської на місько-сільську змінено 1 січня 2021 року.

## Територія
Згідно з даними за 2007 рік площа гміни становила 88.43 км², у тому числі:
- орні землі: 85.00%
- ліси: 10.00%

Таким чином, площа гміни становить 7.62% площі повіту.

## Населення
Станом на 31 грудня 2011:
| Опис     | Загалом | Загалом | Чоловіки | Чоловіки | Жінки | Жінки |
| -------- | ------- | ------- | -------- | -------- | ----- | ----- |
| одиниця  | осіб    | %       | осіб     | %        | осіб  | %     |
| все      | 7531    | 100     | 3755     | 49.86    | 3776  | 50.14 |
| міське   | 0       | 100     | 0        |          | 0     |       |
| сільське | 7531    | 100     | 3755     | 49.86    | 3776  | 50.14 |

## Сусідні гміни
Гміна Козьмінек межує з такими гмінами: Ґощанув, Ліскув, Опатувек, Гміна Цекув-Кольонія, Щитники.